# 宋登 (嘉靖進士)
宋登（1526年—？），字子瀛，直隸保定府定興縣人，民籍，明朝政治人物。

## 生平
嘉靖二十八年（1549年）己酉科順天府鄉試第十名舉人。嘉靖二十九年（1550年）中式庚戌科會試第二百八十六名，三甲第五十六名進士。授江西庐陵县知县。

## 家族
曾祖宋勝；祖父宋琛；父宋世華，母劉氏。具庆下。